# Kosobudy
Kosobudy jsou malá vesnice, část obce Klučenice v okrese Příbram ve Středočeském kraji. Nachází se asi 3,5 kilometru severovýchodně od Klučenic. Z Divišova rybníka na jižním okraji vesnice vytéká Jahodový potok. Vesnicí prochází silnice II/102. Je zde evidováno 32 adres. V roce 2011 zde trvale žilo 43 obyvatel.
Kosobudy jsou také název katastrálního území o rozloze 1,96 km².

## Historie
První písemná zmínka o vesnici pochází z roku 1336.

## Obyvatelstvo
| Rok            | 1869 | 1880 | 1890 | 1900 | 1910 | 1921 | 1930 | 1950 | 1961 | 1970 | 1980 | 1991 | 2001 | 2011 | 2021 |
| -------------- | ---- | ---- | ---- | ---- | ---- | ---- | ---- | ---- | ---- | ---- | ---- | ---- | ---- | ---- | ---- |
| Počet obyvatel | 175  | 182  | 168  | 167  | 147  | 154  | 132  | 109  | 106  | 59   | 70   | 62   | 44   | 43   | 39   |
| Počet domů     | 21   | 24   | 25   | 28   | 28   | 28   | 29   | 27   | 43   | 16   | 23   | 26   | 26   | 27   | 29   |

## Obecní správa
Při sčítání lidu v letech 1850–1975 Kosobudy byly samostatnou obcí, se kterým patřily nejprve do okresu Sedlčany, ale v roce 1950 v okrese Milevsko a od roku 1960 v okrese Příbram. Od 1. ledna 1976 jsou částí obce Klučenice v okrese Příbram. V letech 1850–1899 k obci patřily Podmoky a Přední Chlum a v letech 1850–1975 také Zadní Chlum.

## Pamětihodnosti
- V obci se nachází kaple se zvonicí. Nechal ji postavit místní hospodář roku 1863.[9]
- Před návesní kaplí se nachází kříž na kamenném podstavci. Na oválném štítku je nápis „Pochválen buď Ježíš Kristus“.

### Pověst
Pověst se týká návesní kaple, kterou nechal postavit místní hospodář Otčenášek jako projev díků za své uzdravení. Při sekání trávy pro svá hospodářská zvířata jej pokousal pes. Hospodář podle chování usoudil, že byl pes nakažený vzteklinou. Sice si ránu sám ošetřil, ale pro jistotu se rozhodl pro dobrovolnou izolaci v komoře. Nechal si od kováře zamřížovat okno a tím mu bylo podávané jídlo a pití. Modlil se za svou záchranu a sliboval, že pokud se uzdraví, že nechá postavit ve vsi zvonici. Po několika týdnech vyšel zdráv a jeho první cesta vedla do kostela a za zedníkem ohledně stavby kaple. Zvon do kaple byl zhotovený v Praze a sám ho vlastnoručně zavěsil na novou zvonici.

## Galerie

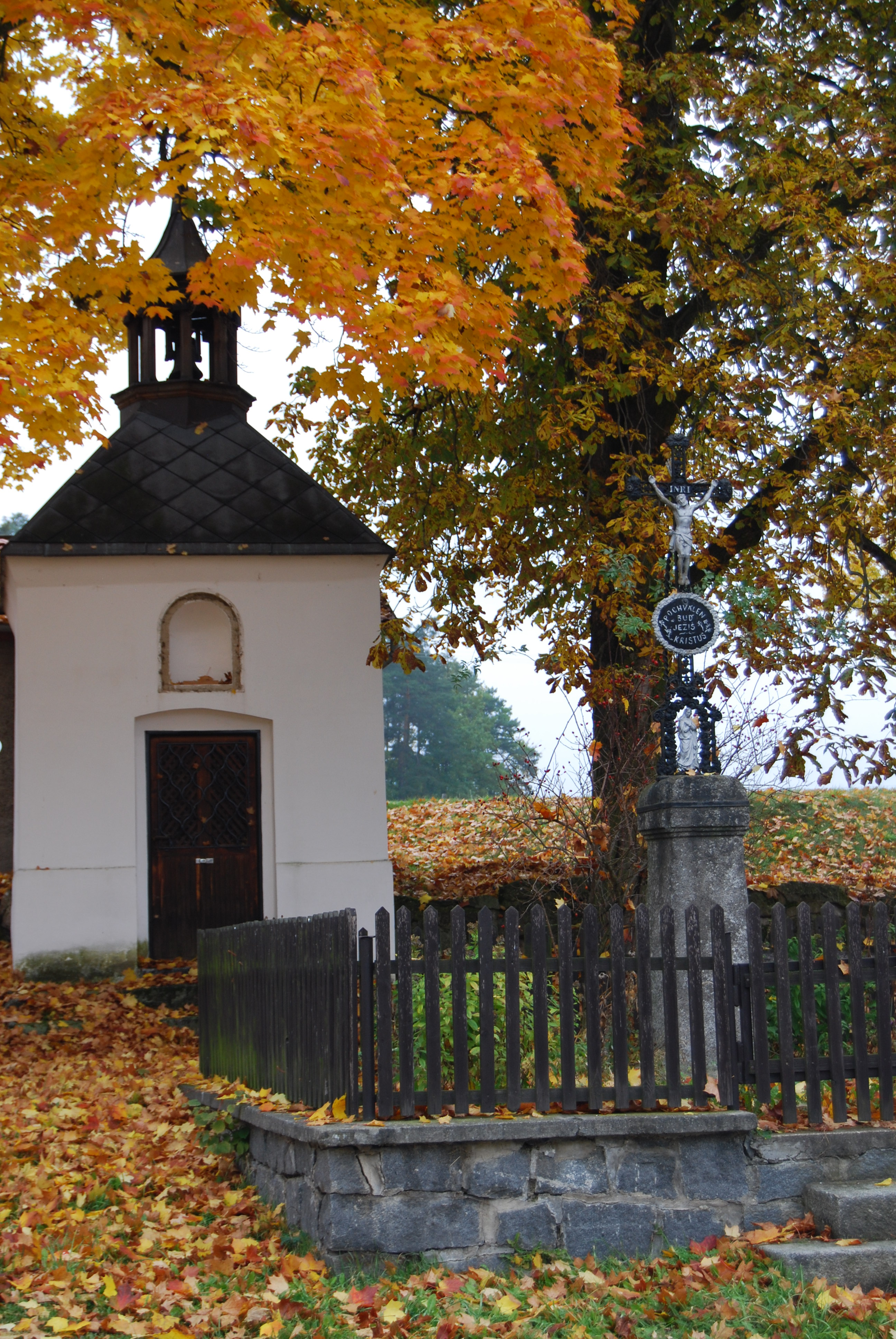
Návesní kaple.
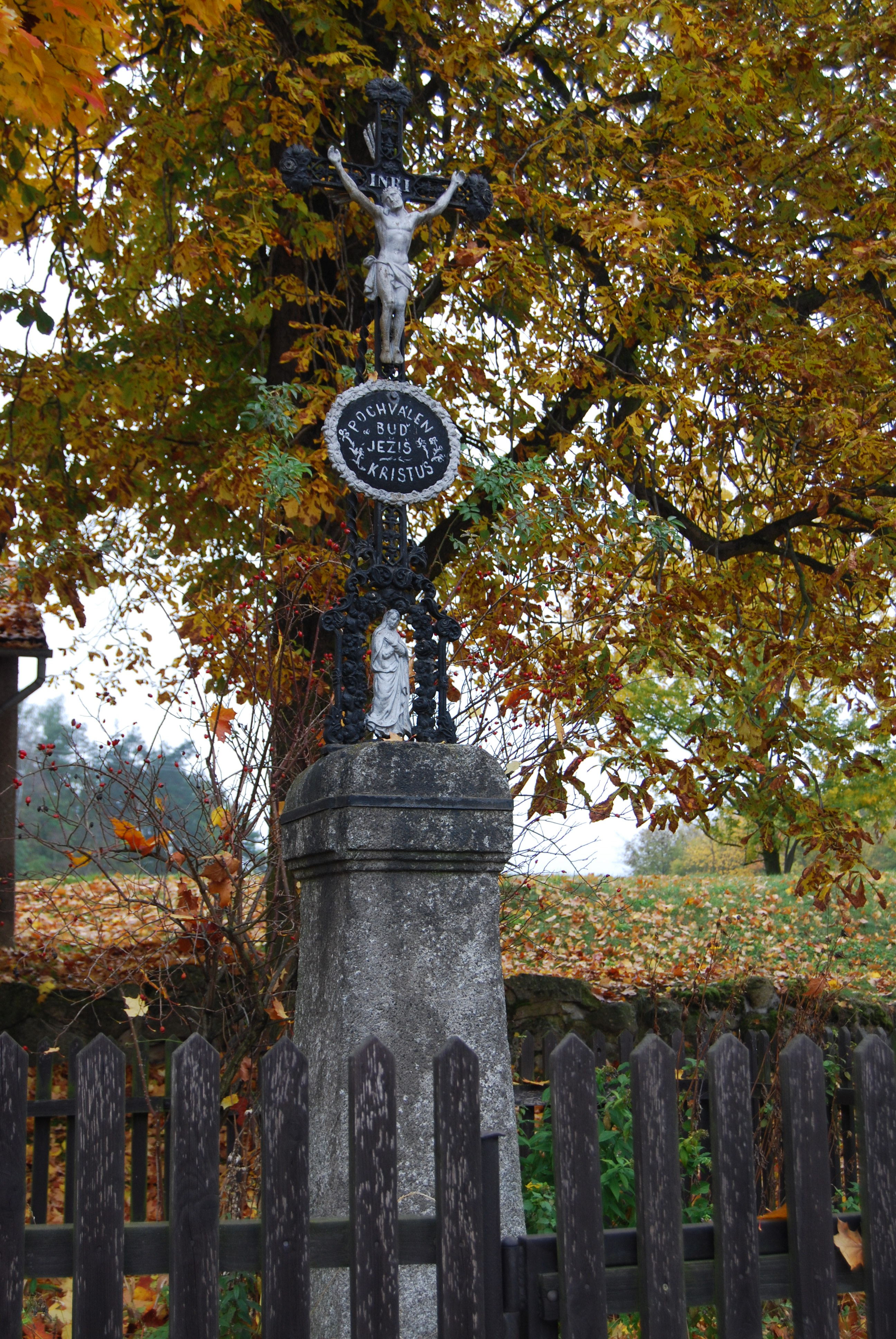
Detail kříže u kaple.